# (10967) Billallen
(10967) Billallen (4349 T-1) – planetoida z grupy pasa głównego asteroid okrążająca Słońce w ciągu 4,61 lat w średniej odległości 2,77 j.a. Odkryta 26 marca 1971 roku.